# ديفيد برايس
ديفيد برايس (بالإنجليزية: David Price)‏ (31 أغسطس 1971 بليفربول في المملكة المتحدة - ) هو مدرب كرة قدم ولاعب كرة قدم بريطاني في مركز الوسط. لعب مع بولتون واندررز وNorth Jersey Imperials ‏ وNew York Freedom ‏ وLong Island Rough Riders ‏.